# Francisco Jordá Cerdá
Francisco Jordá Cerdá (Alcoy, 1914 — Madrid, 2004) foi um pré-historiador espanhol especialista no Paleolítico Superior e no Epipaleolítico; destaca-se a sua pesquisa relativa ao período Solutreano na Espanha, bem como sobre Arte rupestre Paleolítica e Pós-paleolítica Levantina

## Formação
Cursou os seus estudos universitários em Madrid e Valência, onde se licenciou em Filosofia e Letras, seção História, em 1936. Já durante a sua etapa universitária iniciou-se nos estúdios arqueológicos com Luis Pericot. Seu primeiro emprego foi como professor do ensino secundário nesta cidade ao tempo que se convertia em membro do Institut d'Estudis Valencians.
Durante  a Guerra Civil espanhola foi apresado pelos franquistas e condenado à morte. Contudo, a sua pena foi comutada pelo confinamento em diversos campos de concentração franquistas, entre eles o de Burgos, onde compartilhou cativeiro e cadernos de poesia e desenho com Koldo Mitxelena.

## Vida laboral

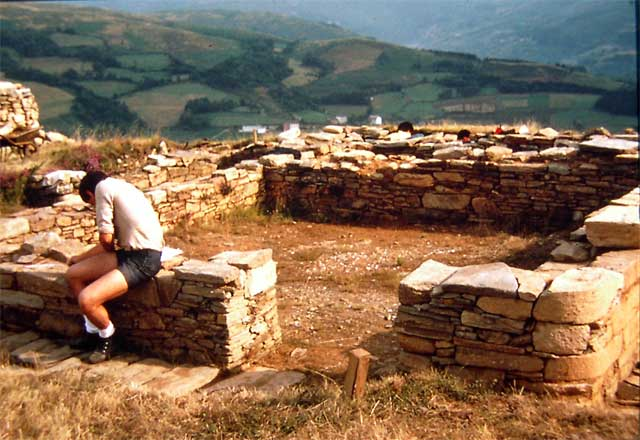
Escavações no Castro de San Chuis
(Pola de Allande).

Após a sua excarceração em 1943, retornou a Valência para trabalhar com o seu mestre Luis Pericot no Serviço de Pesquisa Pré-histórica da Deputação Provincial de Valência. Entre outros trabalhos, foi copartícipe na escavação da "caverna da Cocina" de 1945. Foi o seu primeiro contato prolongado com as técnicas de escavação, depois viriam as cavernas de Les Mallaetes,  Las Llatas, Cova Negra, etc. Deste contato com a pré-história levantina começaram a surgir as suas ideias sobre as peculiaridades do Paleolítico Superior e o Epipaleolítico da zona bem como a sua metodologia de trabalho.

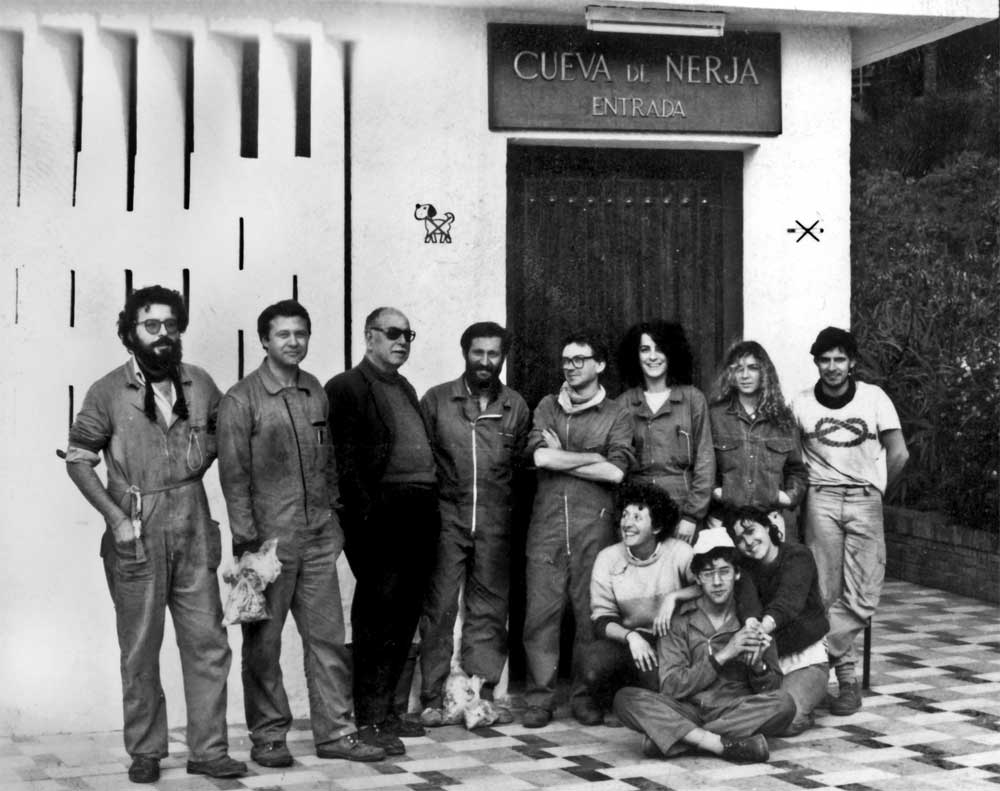
Jordá e parte da sua equipa na Caverna de Nerja.

Em 1950 foi nomeado diretor do Museu Arqueológico Municipal de Cartagena e a sua situação profissional estabilizou-se. Depois foi nomeado diretor do Serviço de Investigações Arqueológicas de Astúrias, pelo que passou a residir em Oviedo em 1952. No ano seguinte ganhou um posto de professor de História da Arte na universidade dessa cidade. Sua praça universitária deu-lhe a possibilidade de revisitar as cavernas valencianas de La Cocina e Les Mallaetes e de estudar os grandes sítios cantábricos (A caverna do Pindal, a Penha do Candamo, a Lloseta, les Pedroses…) e dotou-o dos meios, os contatos e o tempo para completar a sua tese doutoral sobre «O Solutreano em Espanha e os seus problemas» . A tese foi defendida na Universidade Complutense de Madrid em 1955 e publicada esse mesmo ano pela disputação provincial de Astúrias Seu profundo conhecimento das ocupações solutreanas tanto da zona mediterrânea quanto da cantábrica tornaram esta obra num livro de referência e chamou a atenção a François Bordes sobre a precariedade da sua tipologia lítica ao ser aplicada a estas regiões, onde havia utensílios não conhecidos na França. Entrementes teve oportunidade de viajar ao Saara Ocidental, então colônia espanhola, onde realizou várias descobertas. Assim mesmo ampliou o seu interesse para os castros pré-romanos da zona, iniciando escavações no Castrillón de Mohías, em Coaña.
Em 1962 conseguiu a cátedra de Arqueologia da Universidade de Salamanca. Desde Salamanca, Jordá foi formando uma equipa com a que se encarregaria de numerosas escavações, tais como as de Atapuerca e Ojo Guareña (ambas na província de Burgos), Caverna de Nerja (província de Málaga), os castros de San Chuis (Pola de Allande) e Mohías (Coaña), a Caverna dos Casares (província de Guadalajara) e diversos trabalhos na província de Salamanca (povoados, dólmens, túmulos, arte rupestre esquemática de Las Batuecas…). Manteve a edição da revista Zephyrus.

## Colaborações e prêmios
Foi membro numerário de várias academias, sociedades e institutos de âmbito nacional e internacional, recebendo em 1983 a Medalha de Ouro da Universidade de Salamanca. Também foi nomeado membro das seguintes instituições:
- Deutsche Archäologische Institut de Berlim
- Associação dos Arqueólogos portugueses   de Lisboa
- Real Academia de Belas-Artes de São Fernando
- Real Academia de la Historia

## Publicações e trabalhos
Entre as suas publicações destaca-se:
- JORDÁ CERDÁ e BERENGUER ALONSO, M. (1954): «La cueva de El Pindal (Asturias)». Boletín del Instituto de Estúdios Asturianos, nº 23, pp. 337–364
- (1955): «El Solutrense en España y sus problemas». Servicio de Investigaciones Arqueológicas de la Diputación Provincial de Asturias, Oviedo
- (1955): «Los problemas de la investigación prehistórica del Sáhara Español» Archivos del Instituto de Estúdios Africanos, tomo 6, Madrid, pp. 61–97
- (1957): «La España en los tiempos paleolíticos», en Las raíces de España. Instituto Español de Antropología Aplicada. Madrid.
- (1964) «El arte rupestre paleolítico de la región cantábrica: una secuencia crono-cultural» en Symposium on Prehistoric Art of Western Mediterranean and the Sahara (Burgwartenstein, Austria, 1960), Barcelona. Páginas 48-81
- (1973): «Sobre la cronología del Arte Rupestre Levantino» em Crónica del XII Congreso Nacional de Arqueología (Jaén, 1971). Zaragoza, pp. 85–100
- JORDÁ CERDÁ e FORTEA PÉREZ, Javier (1976): «La cueva de Les Mallaetes y los problemas del Paleolítico Superior del Mediterráneo español», em Zephyrus, nos XXVI-XXVII, Salamanca, páginas 129-166.
- JORDÁ CERDÁ e BLÁZQUEZ, José María (1978), Historia del Arte Hispánico, Tomo I, La Antigüedad, Editorial Alhambra (Madrid). ISBN 84-205-0607-9
- (1983): «El mamut en el arte paleolítico peninsular y la hierogamia de Los Casares», em Homenaje al prof. Martín Almagro Basch, Vol. 1, 1983, ISBN 84-7483-347-7, Páginas. 265-272
- JORDÁ CERDÁ ET AL. (1983): «La Cueva de Nerja», em Revista de Arqueología, nº 29, Madrid. Pp. 56–65
- JORDÁ CERDÁ ET AL. (1985): «Los 25.000 años de la Cueva de Nerja». Gráficas Varona, Salamanca, Depósito Legal 103-1985